# Wereldkampioenschappen schaatsen afstanden 2015 - Ploegenachtervolging vrouwen
De ploegenachtervolging vrouwen op de wereldkampioenschappen schaatsen afstanden 2015 werd gereden op zaterdag 14 februari 2015 in het ijsstadion Thialf in Heerenveen, Nederland.
De Nederlandse vrouwen waren de regerend Olympisch en wereldkampioen en wonnen ook alle drie de wedstrijden – en uiteraard het klassement – voor de wereldbeker schaatsen 2014/2015 - Ploegenachtervolging vrouwen. De Nederlandse vrouwen gingen pijlsnel weg, maar kwamen aan de finish 0,02 seconde te kort waardoor de wereldtitel naar de Japanse vrouwen ging.

## Plaatsing
De regels van de ISU schrijven voor dat er maximaal acht ploegen zich plaatsen voor het WK op deze afstand. Geplaatst zijn de beste zes landen van het wereldbekerklassement, aangevuld met twee tijdsnelsten. Achter deze acht landen werd op tijdsbasis nog een reservelijst van één land gemaakt. Thuisland Nederland was sowieso geplaatst.

## Statistieken

### Uitslag
| #      | Land       | Naam                                               | Tijd    |
| ------ | ---------- | -------------------------------------------------- | ------- |
| Goud   | Japan      | Ayaka Kikuchi Miho Takagi Nana Takagi              | 3.01,53 |
| Zilver | Nederland  | Marije Joling Marrit Leenstra Ireen Wüst           | 3.01,55 |
| Brons  | Rusland    | Olga Graf Joelia Skokova Natalja Voronina          | 3.03,19 |
| 4      | Canada     | Ivanie Blondin Kali Christ Josie Spence            | 3.04,11 |
| 5      | Zuid-Korea | Jun Ye-jin Kim Bo-reum Noh Seon-yeong              | 3.05,84 |
| 6      | Polen      | Aleksandra Goss Katarzyna Woźniak Luiza Złotkowska | 3.06,09 |
| 7      | Duitsland  | Bente Kraus Isabell Ost Claudia Pechstein          | 3.06,65 |
| 8      | China      | Liu Jing Liu Yichi Zhao Xin                        | 3.07,27 |

### Loting
| Rit |           |            |
| --- | --------- | ---------- |
| 1   | Canada    | Zuid-Korea |
| 2   | Rusland   | China      |
| 3   | Japan     | Polen      |
| 4   | Nederland | Duitsland  |

2005 · 
2007 · 
2008 · 
2009 · 
2011 · 
2012 · 
2013 · 
2015 · 
2016 · 
2017 · 
2019 · 
2020 · 
2021 · 
2023 · 
2024 · 
2025